# ايدازن (آيت بويعقوب)
ايدازن هو دُوَّار يقع بجماعة الزاوية النحلية، إقليم شيشاوة، جهة مراكش آسفي في المملكة المغربية. ينتمي الدوّار لمشيخة آيت بويعقوب التي تضم 27 دوار. يقدر عدد سكانه بـ 587 نسمة حسب الإحصاء الرسمي للسكان والسكنى لسنة 2004.

## روابط خارجية
- البوابة الوطنية للجماعات الترابية
- المندوبية السامية للتخطيط